# Diego Milán
Pour les articles homonymes, voir Milan (homonymie).
Milán  Jiménez est un nom espagnol. Le premier nom de famille, en général paternel, est Milán ; le second, en général maternel, souvent omis, est Jiménez.
Diego Milán Jiménez, né le 10 juillet 1985 à Almansa en Espagne, est un coureur cycliste, dominicain depuis 2013.

## Biographie
En 2010, son contrat avec l'équipe Acqua & Sapone-Caffè Mokambo n'est pas renouvelé. Il rejoint l'équipe espagnole Caja Rural en 2011.
Il est membre de l'équipe Inteja-MMR Dominican en 2015.
Il change de nationalité en 2013.
En août 2018, il termine huitième du Tour cycliste de Guadeloupe.

## Palmarès
- 2001
  -  Champion d'Espagne sur route cadets
- 2002
  - 3e de la Coupe d'Espagne juniors
- 2003
  - 2e de la Coupe d'Espagne juniors
  - 3e de la Bizkaiko Itzulia
- 2004
  - 3e étape du Tour de Valladolid
  - 1re étape du Tour du Goierri
  - 3e du Tour de Valladolid
  - 3e du Tour du Goierri
- 2005
  - 1re étape de la Semana aragonesa
  - 2e du Tour de Tolède
- 2006
  - 2e étape du Tour de la communauté de Madrid
  - 3e de la Clásica Memorial Txuma
- 2008
  - 2e étape du Tour de La Rioja
  - 2e étape du Grande Prémio Internacional Paredes Rota dos Móveis
- 2012
  - 1re et 5e étapes de la Vuelta a la Independencia Nacional
  - 4e étape du Tour de la province de Valence
- 2013
  -  Champion de République dominicaine sur route
  - 7e étape de la Vuelta a la Independencia Nacional
  - Volta del Llagostí
  - 6e étape du Tour de Beauce
  - 4e et 9e étapes du Tour de Guadeloupe
- 2014
  -  Champion de République dominicaine sur route
  - 5e étape du Tour de Guadeloupe
- 2015
  - 7e étape du Tour de Guadeloupe
  - 2e du championnat de République dominicaine sur route
  - 2e du Tour de Guadeloupe
- 2018
  - 1re étape de la Vuelta a la Independencia Nacional
  - 2e de la Vuelta a la Independencia Nacional
- 2019
  - 5e étape du Tour de Beauce
  - 3e du Grand Prix cycliste de Saguenay
  - 3e du championnat de République dominicaine sur route
- 2020
  - Clásica RPC Radio
- 2021
  - 3e étape du Tour d'Alicante
- 2022
  - Mémorial José Manuel García Galian[2]
- 2023
  - 2e du championnat de République dominicaine sur route
- 2024
  -  Médaillé de bronze du championnat de la Caraïbe sur route
- 2025
  - Trofeo Express Car

## Classements mondiaux
| Année            | 2006 | 2007 | 2008 | 2009 | 2010 | 2011 | 2012 | 2013 | 2014 | 2015 | 2016   | 2017 | 2018 | 2019 |
| ---------------- | ---- | ---- | ---- | ---- | ---- | ---- | ---- | ---- | ---- | ---- | ------ | ---- | ---- | ---- |
| UCI Africa Tour  |      |      |      |      |      |      |      |      | 106e |      |        |      | 210e |      |
| UCI America Tour |      |      |      |      | 132e |      | 54e  | 42e  | 244e | 78e  | 274e   | 25e  | 43e  | 91e  |
| UCI Europe Tour  | 387e | 336e | 332e | 470e |      | 294e |      | 577e | 780e |      | 1 516e |      |      |      |